# Кацураґава Хосю
Кацураґава Хосю (справжнє ім’я Куніакіра) (яп. 桂川甫周; *1751 — †1809) — японський вчений кінця 18 — початку 19 століть, лікар за професією.

## Життєпис
Походив з лікарської династії і був спадковим лікарем при дворі сьоґуна. Власне він був Кацураґавою IV, оскільки четвертим з цього роду обіймав подібну посаду.
У 1777 призначений окуіші особистим лікарем сьоґуна, в 1783 отримав почесне звання хоґен яке присвоювалося в ті часи лікарям, художникам та поетам жанру ренґа.
В 1794 призначений професором медичного училища, заснованого урядом ще в 1765.
В 1783 потрапив в опалу в голови уряду Тануми Окіцуґу і засланий на острів Мікурадзіму. Однак за три роки його поновили на посаді придворного лікаря та повернули до двору.
Кацураґава знав нідерландську мову та брав участь в перемовинах з іноземцями. Він цікавився західними науками, наприклад, він брав участь у перекладі «Каітаі шіншьо» (Нової книжки з анатомії), виданої в 1774. Це був переклад нідерландського перекладу відомої роботи німецького вченого Кулмуса «Anatomische Tabellen».
Трохи пізніше він вчився у шведського вченого Карла-Петера Тунберга (1743-1828), учня-апостола Ліннея. Тунебрег, працюючи лікарем на кораблі голландської Ост-Індійської компанії, в 1775 прибув до Нагасакі, а в 1776 навіть в Едо. Наприкінці 1776 Тунеберг повернувся в Європу із зібраним в Японії гербарієм із понад 800 видів рослин. Ґрунтуючись на цьому гербарії, він в 1784 видав твір «Флора Японії». Саме в цього вченого під час його перебування в країні вчився Кацураґава та інший японський лікар-вчений Накаґава Джюнан. Кацураґава навіть отримав від Тунеберга свідоцтво про успіхи в лікуванні.
Європейські впливи чітко простежуються в творах Хосю, присвячених хірургії та фармакології. Однак вченого цікавили не лише «професійні» науки. Він написав та видав і роботи, присвячені географії світу «Тікю дзензу» (Карта земної кулі) та «Банкоку дзусецу» (Карта держав світу з поясненнями). Від Тунеберга про Кацураґаву Хосю було відомо і в Росії, тому Кирило Лаксман через свого сина, керівника посольства в Японії, відправив йому та Накаґаві Джюнану листи, термометри та колекції мінералів.